# Худошин, Алексей Петрович
Алексей Петрович Худошин (1921—1986) — советский военнослужащий, участник Великой Отечественной войны, полный кавалер ордена Славы, снайпер.

## Биография
Родился 11 апреля 1921 года в селе Черкасское (ныне — Яковлевского района Белгородской область) в семье крестьянина. Русский.
Окончил 7 классов. Работал токарем.
Участвовал в Великой Отечественной войне с марта 1943 г. Звание — младший сержант.
Снайпер роты автоматчиков 724-го стрелкового полка (219-я стрелковая дивизия, 3-я ударная армия, 2-й Прибалтийский фронт), затем командир отделения снайперов 727-го стрелкового полка (22-я армия, 2-й Прибалтийский фронт).
В 1945 году демобилизован. Жил в г. Харькове.
Умер 9 августа 1986 года.

## Подвиги

### Орден Славы 3 степени
В декабре 1943 г. в районе ст. Ермошино на железнодорожной линии Ковель-Полоцк убил 15 гитлеровцев.

### Орден Славы 2 степени
Худошин, действуя в районе д. Голубово (Россонский район Витебской области), с января по март 1944 года из снайперской винтовки истребил 27 пехотинцев противника.

### Орден Славы 1 степени
Командир взвода пешей разведки сержант Худошин у деревень Рудини и Илэниски (Добельский район, Латвия) 23-27.12.1944 г. проводил разведку в тылу врага. Обнаружил систему огня и расположения подразделений противника. В ходе вынужденной схватки разведчики уничтожили более 10 солдат.

## Награды
- орден Славы 3 степени (7.1.1944)
- орден Славы 2 степени (3.6.1944)
- орден Славы 2 степени (29.6.1945)
- орден Отечественной войны 1 степени
- медали.